# Franz Kutschera
Franz Kutschera (ur. 22 lutego 1904 w Oberwaltersdorf, zm. 1 lutego 1944 w Warszawie) – austriacki nazista, SS-Brigadeführer i generał major policji, zbrodniarz wojenny odpowiedzialny za liczne mordy na ludności cywilnej w okupowanej Polsce i na Białorusi, był zwany „katem Warszawy”.
Z ruchem nazistowskim był związany od 1930 roku. Piastował m.in. stanowisko zastępcy gauleitera i p.o. gauleitera Karyntii oraz był dowódcą 90. SS-Standarte w Klagenfurcie. Był również deputowanym do Reichstagu. W czasie II wojny światowej zajmował wysokie stanowiska w strukturach niemieckich władz okupacyjnych w Słowenii i na Białorusi. Dał się poznać jako propagator i realizator polityki „twardej ręki” wobec podbitych przez III Rzeszę narodów.
25 września 1943 roku został mianowany  Dowódcą SS i Policji na dystrykt warszawski. Objęcie przezeń tego stanowiska zbiegło się z drastycznym zaostrzeniem niemieckiego terroru względem ludności Warszawy, w tym rozpoczęciem masowych egzekucji ulicznych. W okresie jego rządów w Warszawie i jej okolicach zamordowano nawet do 5 tys. Polaków. 1 lutego 1944 roku Kutschera został zlikwidowany przez żołnierzy oddziału „Pegaz” Kedywu Armii Krajowej.

## Życiorys

### Młodość
Urodził się 22 lutego 1904 roku w Oberwaltersdorf w Dolnej Austrii. Jego ojciec był z zawodu ogrodnikiem.
W młodości miał pobierać nauki w szkole technicznej w Budapeszcie. W 1918 roku rozpoczął służbę w cesarsko-królewskiej marynarce wojennej (w charakterze chłopca okrętowego lub mechanika).
Po zakończeniu I wojny światowej i rozpadzie Austro-Węgier wzorem ojca został ogrodnikiem. W latach 1920–1928 mieszkał i pracował w Czechosłowacji.

### Kariera w strukturach NSDAP i SS

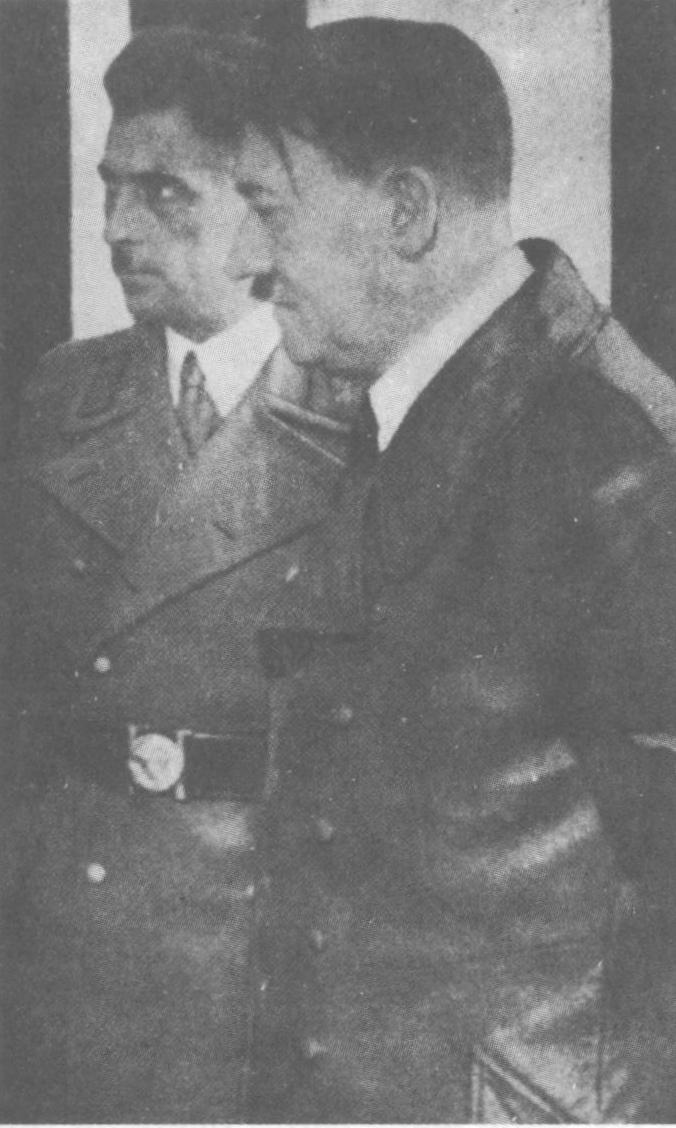
Kutschera w towarzystwie Adolfa Hitlera, data nieznana

5 grudnia 1930 roku wstąpił do NSDAP, uzyskując numer członkowski 363 031. Od 1 listopada 1931 roku był również członkiem SS (nr legitymacji 19 659).
Od lipca 1935 roku do 16 marca 1938 roku był dowódcą 90. SS-Standarte „Kärnten” z siedzibą w Klagenfurcie. Za przynależność do ruchu nazistowskiego był więziony w okresie rządów austrofaszystowskich.
Po Anschlussie Austrii został deputowanym do Reichstagu. Od 1938 do 1943 roku należał również do sztabu XXX Okręgu SS (SS-Abschnitt XXX) z siedzibą w Kassel. W lutym 1938 roku objął stanowisko gauleitera Karyntii, jednakże już marcu tegoż roku zdegradowano go do stanowiska zastępcy gauleitera (Stellvertreter). Po śmierci gauleitera Huberta Klausnera, która nastąpiła w lutym 1939 roku, pełnił przez dwa lata funkcję p.o. gauleitera Karyntii.
Od 1939 roku był honorowym sędzią w Trybunale Ludowym (Volksgerichtshof).

### Służba w okupowanych krajach Europy

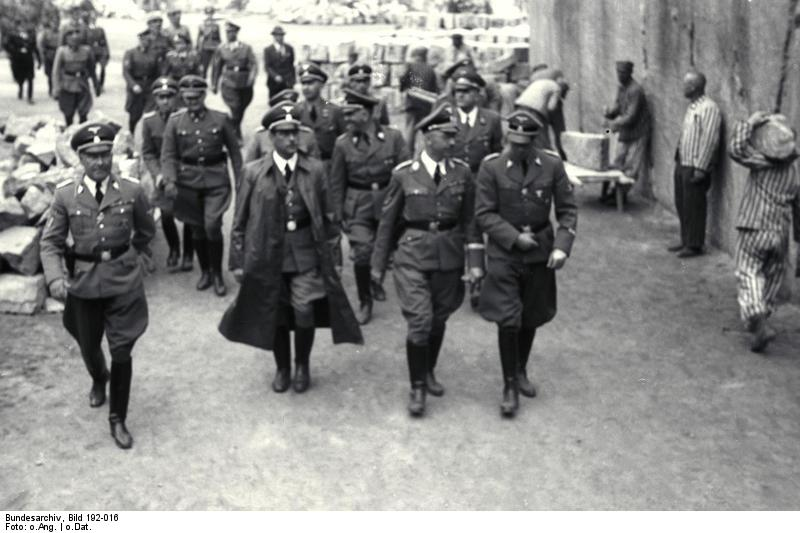
Wizyta Heinricha Himmlera w obozie koncentracyjnym KL Mauthausen w kwietniu 1941. W długim płaszczu ówczesny p.o. gauleitera Karyntii Franz Kutschera

W 1939 roku tymczasowo pełnił obowiązki gauleitera Salzburga oraz pełnomocnika komisarza obrony Rzeszy w Okręgu Wojskowym nr XVIII.
Po niemieckiej inwazji na Jugosławię został przeniesiony do wcielonej do Rzeszy Krainy. Piastował tam stanowisko zastępcy gauleitera.
Od 31 stycznia do 5 maja 1942 roku pełnił funkcję pełnomocnika Komisarza Rzeszy ds. Umacniania Niemczyzny przy sztabie Wyższego Dowódcy SS i Policji na centralną Rosję i Białoruś (Höhere SS- und Polizeiführer „Rußland-Mitte”). Jednocześnie w latach 1942–1943 był dowódcą policyjnej Grupy Bojowej „Kutschera” (Kampfgruppe „Kutschera”), która  walczyła z radziecką partyzantką na Białorusi. Jako że nie miał przygotowania sztabowego, dowodził nią nominalnie, podczas gdy rzeczywiste dowództwo sprawowali doświadczeni oficerowie, na przykład płk. Julius Coretti. Na cześć Kutschery kryptonim „Franz” nadano operacji przeciwpartyzanckiej, którą Niemcy przeprowadzili na przełomie 1942/43 roku na obszarze na południe od Bobrujska (zamordowano wtedy ponad 2 tys. cywilów).
Od 5 maja 1943 roku piastował stanowisko Dowódcy SS i Policji na obszarze tyłowym Rosja-Środek – z wyłączeniem rejonu Czernichowa (SS-und Polizeiführer für den Bereich des rückwärtigen Heeresgebiets Russland-Mitte ohne das Gebiet Tschernigow). Nazwę tego stanowiska zmieniono później na Dowódcę SS i Policji w okręgu mohylewskim (SS- und Polizeiführer Mogilew). Za „zasługi” położone podczas akcji pacyfikacyjnych na Białorusi został odznaczony Krzyżem Żelaznym I klasy.
Podczas służby w Słowenii i na Białorusi dał się poznać jako bezwzględny funkcjonariusz, stosujący brutalne metody. Możliwe, że z tego powodu Heinrich Himmler zdecydował o jego przeniesieniu do okupowanej Polski – z zadaniem wdrożenia „twardego kursu” wobec polskiej ludności.

### Dowódca SS i Policji na dystrykt warszawski

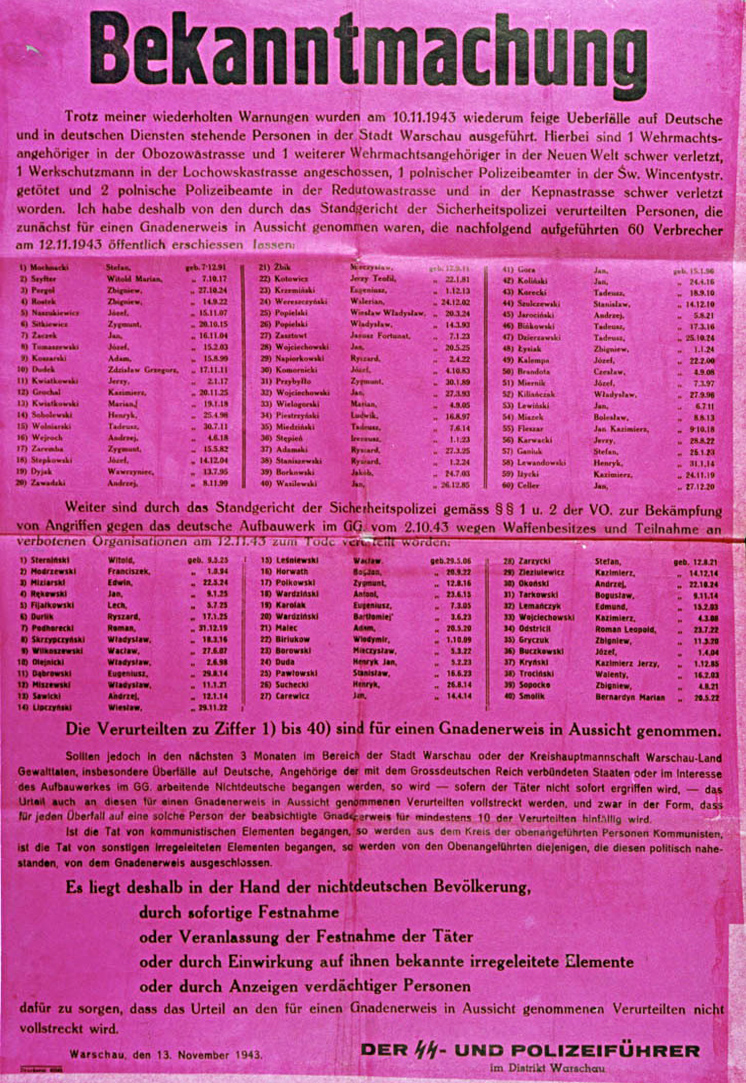
Obwieszczenie o egzekucji 100 zakładników, 3 grudnia 1943

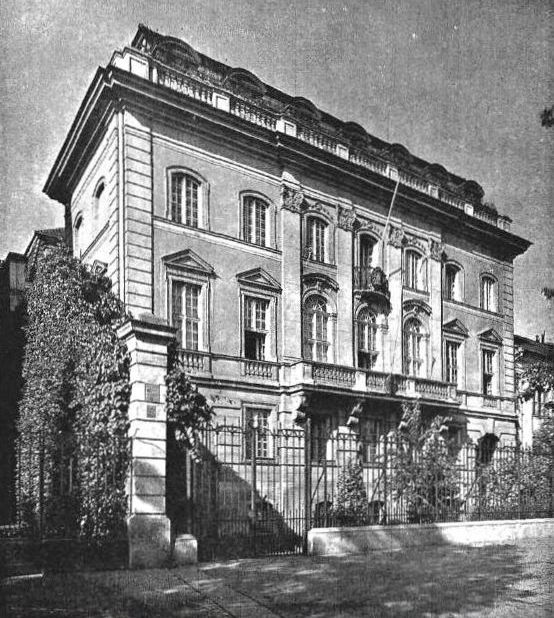
Willa Gawrońskich przy al. Ujazdowskich 23. W okresie okupacji siedziba Dowództwa SS i Policji na dystrykt warszawski. Miejsce pracy Franza Kutschery

25 września 1943 roku Kutschera został mianowany Dowódcą SS i Policji w dystrykcie warszawskim Generalnego Gubernatorstwa (SS-und Polizeiführer Warschau). Faktycznie objął to stanowisko w październiku. 
Przybycie Kutschery do Warszawy zbiegło się z drastycznym zaostrzeniem terroru wobec mieszkańców polskiej stolicy. Metodami, za pomocą których Niemcy starali się sterroryzować miasto, były masowe łapanki i egzekucje zakładników, przeprowadzane w odwecie za wszelkie antyniemieckie wystąpienia. Rozstrzeliwań dokonywano przy tym nie tylko – jak dotychczas – potajemnie, w ruinach getta warszawskiego, lecz również w sposób jawny, na ulicach miasta. Co więcej, obok aresztowanych przez Gestapo więźniów politycznych w egzekucjach masowo ginęli zwykli warszawiacy, których przypadkowo schwytano podczas ulicznych łapanek. W tych okolicznościach żaden mieszkaniec nie mógł być pewien swego życia, a każde wyjście z domu stawało się wyprawą w niewiadome.
Wbrew obiegowej opinii Kutschera nie był pomysłodawcą tej polityki. Została ona bowiem zaplanowana przez władze policyjne w Generalnym Gubernatorstwie lub nawet bezpośrednio przez kierownictwo SS w Berlinie. Niemniej Kutschera realizował ją konsekwentnie i bez zastrzeżeń (rzekomo nawet wbrew obiekcjom warszawskich struktur policyjnych). Ponadto brał za nią odpowiedzialność i stał się jej symbolem, chociażby podpisując obwieszczenia informujące o egzekucjach zakładników (były one zazwyczaj sygnowane anonimowym podpisem „Dowódca SS i Policji na dystrykt warszawski”).
Szacuje się, że w okresie rządów Kutschery ginęło w Warszawie nawet do 300 osób tygodniowo. Całkowita liczba ofiar egzekucji, które przeprowadzono w samej tylko Warszawie, gdy Kutschera piastował stanowisko SSPF Warschau, jest szacowana na co najmniej 4,3 tys. Według niektórych historyków mogła sięgnąć nawet 5 tys. W konsekwencji Kutschera zyskał sobie przydomek „kata Warszawy”.

### Śmierć

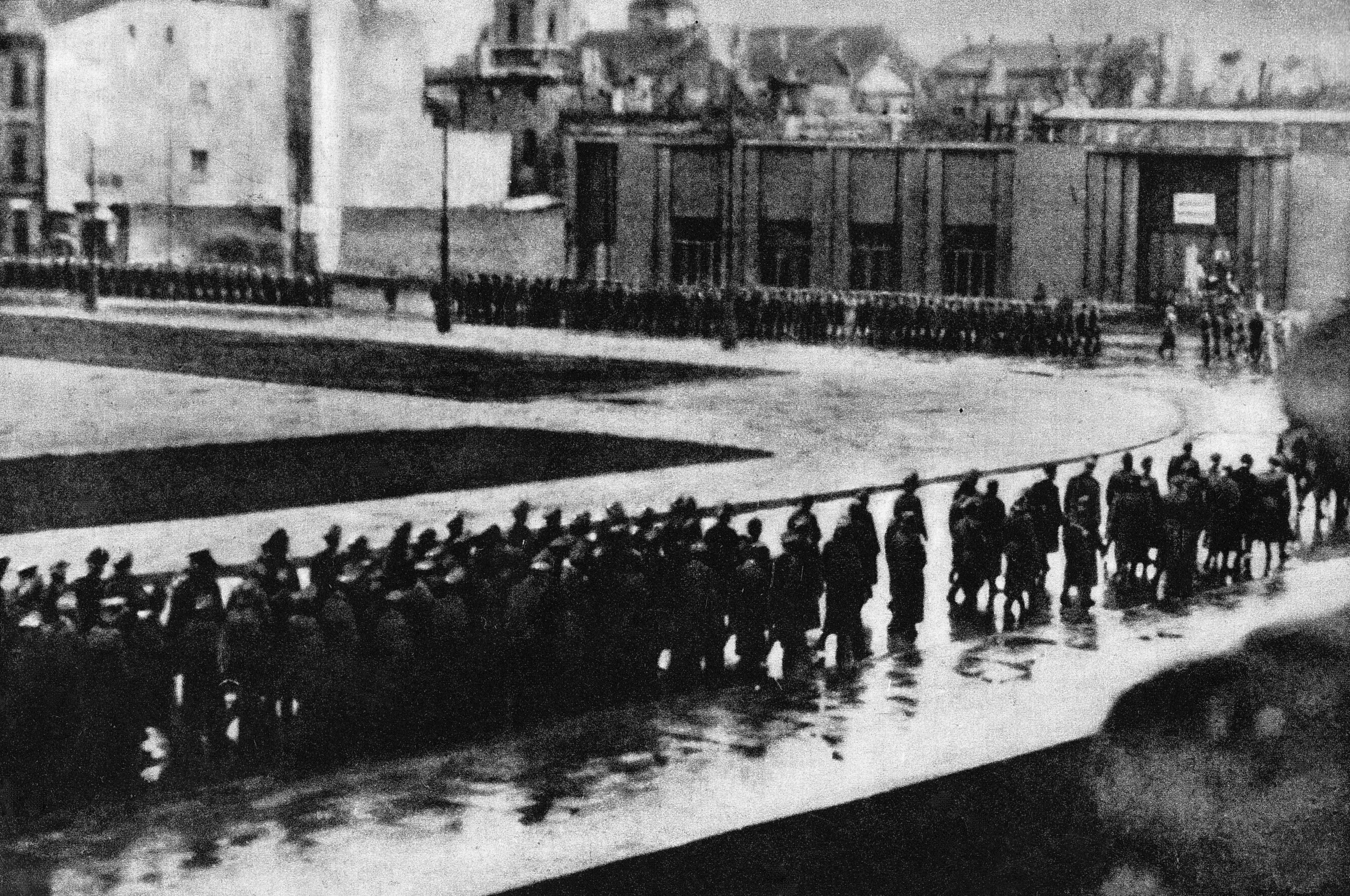
Pogrzeb Kutschery (1944)

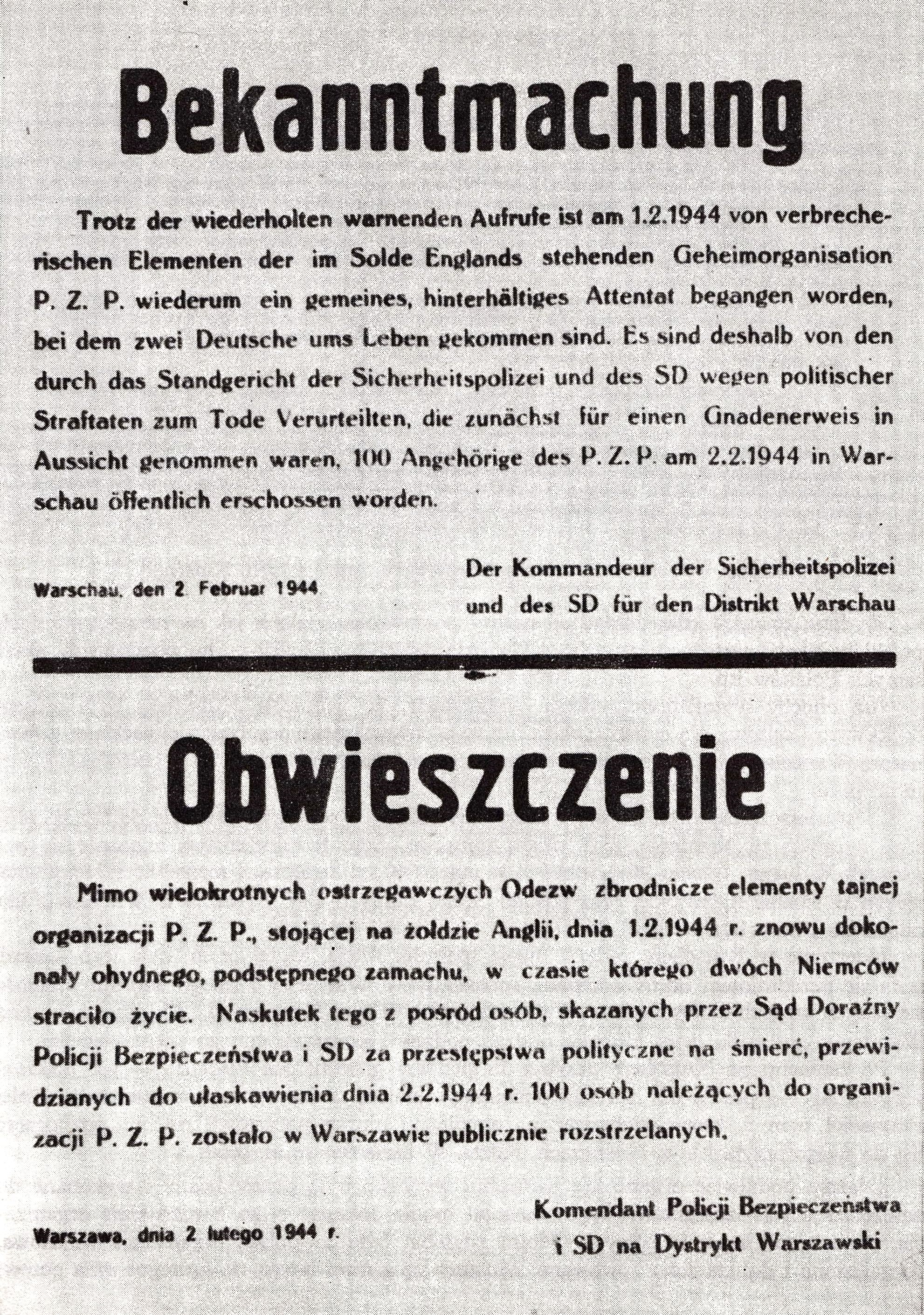
Obwieszczenie z 2 lutego 1944 informujące o straceniu 100 polskich zakładników w odwecie za śmierć dwóch Niemców (w tym Kutschery). Podpisane przez komendanta SD i policji bezpieczeństwa na dystrykt warszawski Ludwiga Hahna

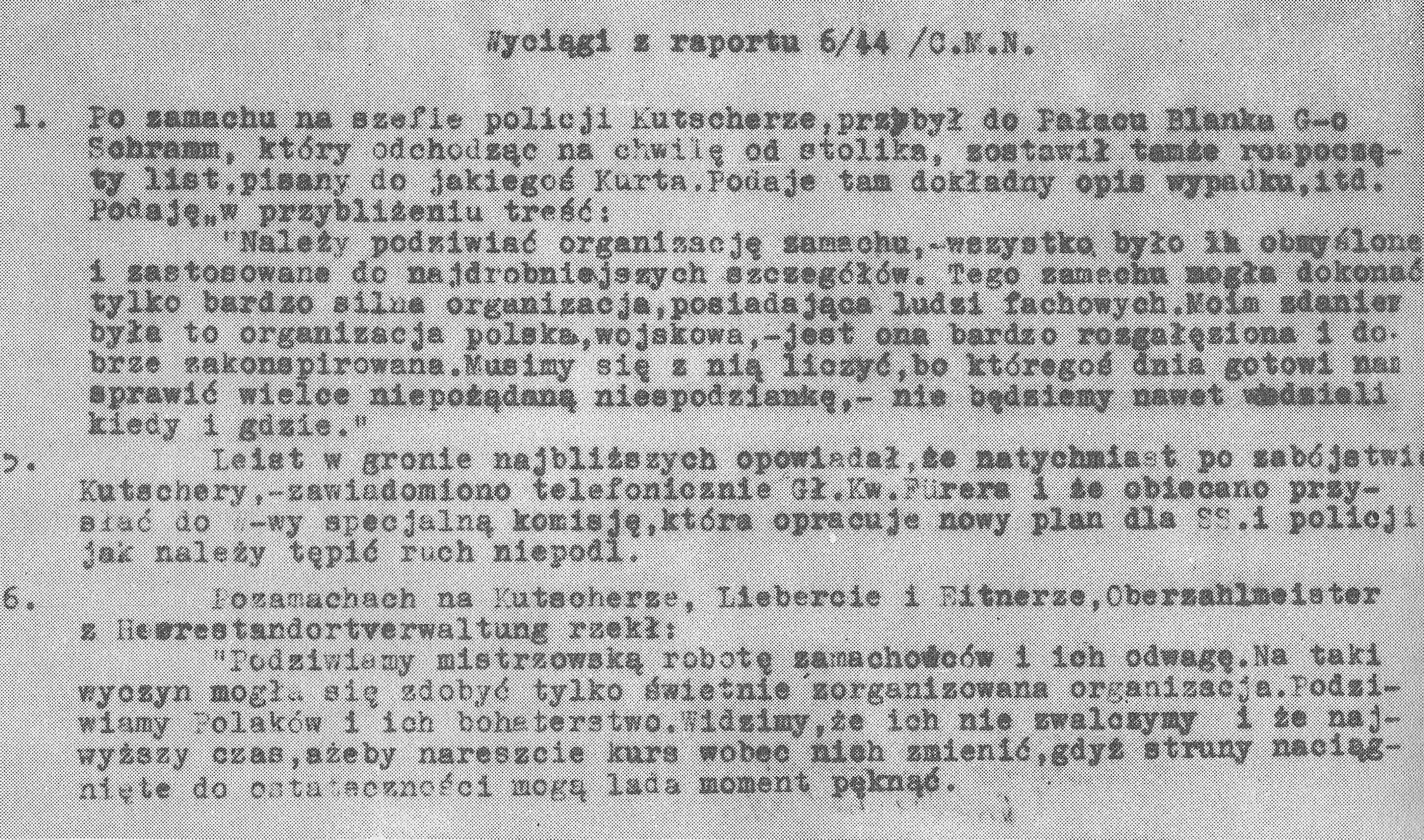
Fragment raportu Armii Krajowej mówiący o reakcjach Niemców po zamachu na Kutscherę

Już około 10 grudnia 1943 roku do rozpracowywania Dowódcy SS i Policji przystąpił z własnej inicjatywy Aleksander Kunicki ps. „Rayski”. W międzyczasie, również w grudniu 1943 roku, decyzję o likwidacji Kutschery podjęło Kierownictwo Walki Podziemnej. Podziemny sąd wydał na „kata Warszawy” wyrok śmierci.
Zadanie likwidacji Kutschery dowódca Kedywu Armii Krajowej płk August Emil Fieldorf ps. „Nil” powierzył oddziałowi specjalnemu „Pegaz”. W kolejnych dniach wywiadowcy „Pegaza” pod komendą „Rayskiego”, wraz z niektórymi spośród przyszłych wykonawców akcji, kontynuowali rozpoznanie celu. W rozpracowanie Kutschery zaangażowano także Teodorę Żukowską – agentkę wywiadu AK ulokowaną w urzędzie gubernatora dystryktu warszawskiego.
1 lutego 1944 roku żołnierze „Pegaza” dowodzeni przez Bronisława Pietraszewicza ps. „Lot” przeprowadzili udany zamach na Kutscherę. SS-Brigadeführer został zastrzelony w al. Ujazdowskich, na odcinku między ulicami Piusa XI i Chopina, gdy poruszał się samochodem na trasie ze swojego mieszkania w kamienicy przy al. Róż 2 do siedziby Dowódcy SS i Policji przy al. Ujazdowskich 23.
W odwecie za śmierć Kutschery Niemcy rozstrzelali następnego dnia 300 Polaków. 100 zakładników zamordowano w ulicznej egzekucji na rogu al. Ujazdowskich i ul. Chopina, w pobliżu miejsca zamachu. Pozostałych dwustu stracono w ruinach getta. Warszawę i okoliczne miejscowości obłożono kontrybucją w wysokości 100 mln złotych. Nakazano ponadto zamknięcie polskich restauracji, wprowadzono zakaz prowadzenia przez Polaków w Warszawie samochodów i motocykli oraz przesunięto rozpoczęcie godziny policyjnej z 20:00 na 19:00.
4 lutego 1944 roku niemieckie władze okupacyjne zorganizowały uroczysty pogrzeb Kutschery. Z domów położonych wzdłuż trasy konduktu pogrzebowego przejściowo wysiedlono ludność polską. Elementem ceremonii pogrzebowej był ślub nieżyjącego Kutschery z Jane Lillian Steen – jego norweską przyjaciółką, która była z nim w ciąży. „Ślub” odbył się w pałacu Brühla (według innych źródeł w Deutsches Haus w Pałacu Namiestnikowskim). Kutschera został następnie pochowany na cmentarzu Bohaterów (niem. Heldenfriedhof), który Niemcy urządzili na cmentarzu Wojskowym na Powązkach.
Kutschera był pierwszym tak wysokiej rangi funkcjonariuszem nazistowskim, który zginął z rąk żołnierzy Polskiego Państwa Podziemnego. Jego likwidacja została przyjęta przez polskie społeczeństwo z nieskrywaną satysfakcją. Z kolei na kierownictwie niemieckich władz okupacyjnych wywarła wstrząsające wrażenie. Niedługo po śmierci Kutschery zarzucono praktykę przeprowadzania ulicznych egzekucji polskich zakładników.
W październiku 1944 roku honorowy tytuł „Franz Kutschera” nadano 90. SS-Standarte w Klagenfurcie.
W 1990 roku szczątki Kutschery wraz ze szczątkami ponad 2500 innych Niemców poległych w czasie wojny ekshumowano i przeniesiono na niemiecki cmentarz wojenny w Joachimowie-Mogiłach koło Skierniewic. Ze względu na popełnione zbrodnie jego nazwisko nie zostało umieszczone na cmentarnych tablicach nagrobnych.

## Rodzina
Franz Kutschera pozostawał w związku z pochodzącą z Norwegii Jane Lillian Steen (ur. 1918). W momencie jego śmierci oczekiwała ona dziecka. Po pogrzebie Kutschery przeniosła się do Austrii, gdzie urodziła syna Franza Josefa. Po wojnie powróciła do Norwegii, gdzie ponownie wyszła za mąż i urodziła czworo dzieci. Zmarła w 1994 roku.
Syn Kutschery, Franz (ur. 25 marca 1944), używał imienia „Sepp”. Został alpinistą. W lipcu 1963 roku wraz z Wernerem Pongratzem jako pierwszy zdobył szczyt Koh-e Keshni Khan w Hindukuszu. Zmarł 22 maja 2004 roku.

## Stopnie w SS
- SS-Hauptscharführer – luty 1933
- SS-Untersturmführer – 9 listopada 1935
- SS-Obersturmführer – 9 listopada 1936
- SS-Sturmbannführer – 14 września 1937
- SS-Obersturmbannführer – 16 marca 1938
- SS-Standartenführer – 25 czerwca 1938
- SS-Oberführer – 30 stycznia 1939
- SS-Brigadeführer – 9 listopada 1940

## Pistolet Kutschery
W czasie akcji „Kutschera” wykonawcy wyroku, Michał Issajewicz ps. „Miś” i Zdzisław Poradzki ps. „Kruszynka”, zabrali zabitemu SS-Brigadeführerowi pistolet oraz teczkę z dokumentami.
Prawdopodobnie to właśnie ten pistolet – częściowo pozłacany Walther PP wz. 1929 – trafił w listopadzie 2002 roku do zbiorów Muzeum Wojska Polskiego. Wcześniej znajdował się w posiadaniu wielu właścicieli, by około 1992 roku trafić do rusznikarza gangu pruszkowskiego. W grudniu 2000 roku temu ostatniemu pistolet odebrali funkcjonariusze CBŚP, którzy po dwóch latach przekazali broń do Muzeum Wojska Polskiego.

## Odniesienia w kulturze
Likwidację Franza Kutschery ukazano:
- w wojennym dramacie Zamach z 1959 roku w reżyserii Jerzego Passendorfera[37],
- w dramacie historycznym Generał Nil z 2009 roku (reż. Ryszard Bugajski). W postać Kutschery wcielił się Andrzej Zgud[38].